# Варданян, Гумедин Суренович
Гумедин Суренович Варданян — российский учёный в области механики твёрдого тела, лауреат Государственной премии СССР.

## Биография
Родился 02.05.1933 г. в селе Вармазияр Вагаршапатского района Армянской ССР в крестьянской семье.
Окончил физико-математический факультет Ереванского государственного университета по специальности «Механика» (1957) и аспирантуру Института машиноведения АН СССР (1962, под руководством профессора Н. И. Пригоровского).
В том же году после защиты кандидатской диссертации вернулся в Ереван, работал в Институте механики АН Армянской ССР.
В мае 1966 г. по приглашению ректора Н. А. Стрельчука стал работать в МИСИ в Проблемной лаборатории фотоупругости, возглавив группу по моделированию неупругих (нелинейных) задач механики деформируемого твёрдого тела. Одновременно с 1967 г. доцент кафедры высшей математики.
Коллективом проблемной лаборатории была в 1975 г. издана 3-томная монография «Метод фотоупругости», за которую в 1980 г. шести её авторам присуждена Государственная премия СССР.
В 1974 г. защитил докторскую диссертацию:
- Моделирование ползучести стареющих материалов поляризационно-оптическим методом : диссертация … доктора технических наук : 01.02.04. — Москва, 1974. — 284 с. : ил.

Заведующий кафедрой «Сопротивление материалов» (1987—2007).
Заслуженный деятель науки и техники РФ (11.04.1994).
Умер 3 августа 2022 года.
Сочинения:
- Применение теории подобия и анализа размерностей к моделированию задач механики деформируемого твердого тела : Учеб. пособие / Г. С. Варданян. — М. : МИСИ, 1980. — 103 с.; 20 см.
- Сопротивление материалов : (С основами строит. механики) : учебник / Г. С. Варданян, Н. М. Атаров, А. А. Горшков; под ред. Г. С. Варданяна. — Москва : ИНФРА-М, 2003. — 478 с. : ил.; 22 см. — (Высшее образование).; ISBN 5160016376
- Сопротивление материалов (с основами строительной механики) [Текст] : учебник для студентов высших учебных заведений, обучающихся по направлению «Строительство» и специальностям «Производство строительных материалов, изделий и конструкций», «Теплогазоснабжение и вентиляция», «Водоснабжение и водоотведение» / Г. С. Варданян, Н. М. Атаров, А. А. Горшков; под ред. Г. С. Варданяна. — Москва : ИНФРА-М, 2011. — 478 с. : ил., табл.; 22 см. — (Высшее образование).; ISBN 978-5-16-004414-9
- Сопротивление материалов с основами теории упругости и пластичности [Текст] : учебник для студентов высших учебных заведений, обучающихся по направлению подготовки 270100 «Строительство» / Г. С. Варданян [и др.]; под ред. Г. С. Варданяна, Н. М. Атарова. — 2-е изд., испр. и доп. — Москва : ИНФРА-М, 2011. — 636, [1] с. : ил.; 22 см. — (Высшее образование).; ISBN 978-5-16-003872-8